# Nigrita
Nigrita és un gènere d'ocells de la família dels estríldids (Estrildidae). Les espècies d'aquest gènere es troben en boscos, matolls secundaris i matolls a l'Àfrica occidental, central i oriental.

## Descripció
Fan entre 10 i 15 centímetres de llarg. El bec és curt i negre i força prim en algunes espècies. El color del plomatge varia, però totes tenen la cua fosca. Les parts superiors són grises o marrons i les parts inferiors són negres, grises, blanques o marrons vermellosos.
Els mascles de negreta canosa i de negreta frontclara tenen la cara negra i la negreta pitblanca té el capell negre.

## Alimentació
S'alimenten d'insectes, fruites i llavors. Sovint busquen menjar a les copes dels arbres, generalment sols o en parelles.

## Taxonomia
El gènere Nigrita va ser descrit científicament el 1843 per l'ornitòleg Hugh Edwin Strickland en una publicació de la Societat Zoològica de Londres.
En un principi, Louis Fraser va declarar que en la seva opinió Nigrita fusconotus pertanyia als fringíl·lids (Fringillide) i en aquell temps certament se l'incloïa en aquell gènere i Strickland així ho constatava en les "Actes" de l'abril de 1841 de la Societat Zoològica de Londres, sota el gènere Æthiops. Aquest gènere es va basar en un ocell (Æthiops canicapillus) també de Fernando Poo, exemplars del qual Fraser havia obtingut i exhibit al congrés. En trobar que el nom genèric Æthiops s'havia utilitzat anteriorment per a un gènere de micos, Strickland va demanar a Fraser que el substituís pel nou nom genèric Nigrita. L'espècie descrita, per tant, es canvià a Nigrita canicapillus.
Segons la Classificació del Congrés Ornitològic Internacional (versió 15.1, 2025) aquest gènere està format per 4 espècies:
- Nigrita fusconotus - negreta pitblanca.
- Nigrita bicolor - negreta de pit castany.
- Nigrita canicapillus - negreta canosa.
- Nigrita luteifrons - negreta frontclara.